# Restinga

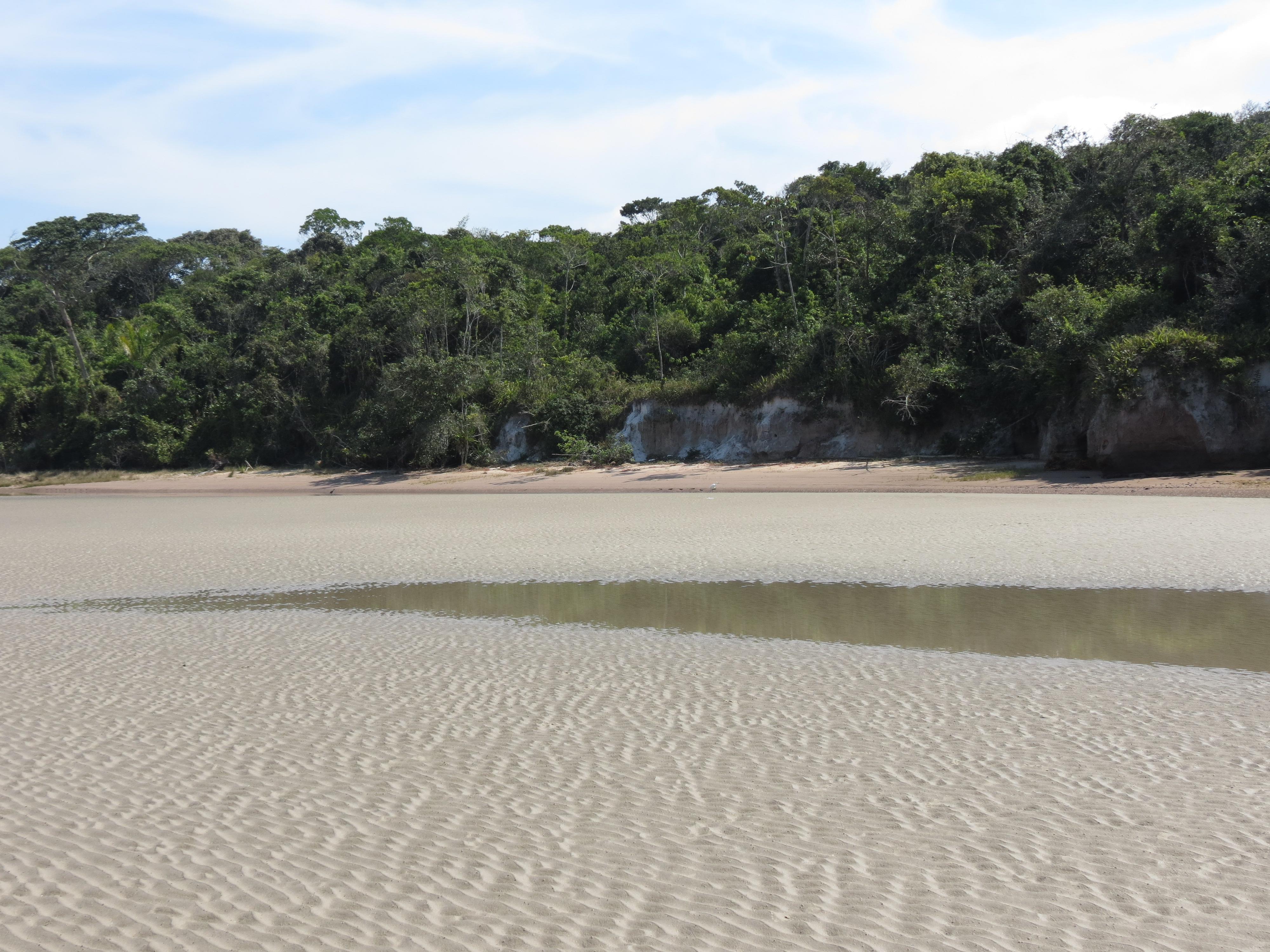
Restingas di Itaguaré

La restinga è una particolare tipologia di foresta pluviale che si sviluppa in aree sabbiose prossime al mare, su terreni relativamente poveri di nutrienti, formata da arbusti e alberi di media taglia, adattati a queste condizioni estreme.
Il World Wide Fund for Nature (WWF) distingue due ecoregioni di restinga:
- Restinga del Nordest del Brasile (Northeastern Brazil restingas NT0144[2]), distribuita lungo la costa nordorientale, negli stati di Maranhão, Piauí e Ceará. La flora e la fauna di questa ecoregione hanno notevoli affinità con quelle delle foreste pluviali dell'Amazzonia.

- Restinga della costa atlantica brasiliana (Brasilian Atlantic Coast restingas NT0102[3]), distribuita a mosaico lungo la costa brasiliana, dallo stato di Rio Grande del Nord, nel Nordest del paese, allo stato di Rio Grande del Sud, nel sud del Brasile. La flora e la fauna presentano affinità con quelle della Mata Atlantica umida del Brasile orientale.